# Bifonazole
Le bifonazole est un antifongique.

## Propriétés physico-chimiques
Ce composé possède 2 stéréoisomères:
- (–)-bifonazole ou (S)-bifonazole, nombre CAS 91487-86-4
- (+)-bifonazole ou (R)-bifonazole, nombre CAS 91487-85-3

## Mode d'action
Le bifonazole inhibe la synthèse de l'ergostérol, molécule constitutive de la membrane fongique.

## Spécialité contenant du Bifonazole
- AMYCOR
- AMYCOR ONYCHOSET

## Note
1. ↑  Masse molaire calculée d’après « Atomic weights of the elements 2007 », sur www.chem.qmul.ac.uk.
2. 1 2  (en) « Bifonazole », sur ChemIDplus, consulté le 26 mai 2010